# Juravlí
Juravlí, rus: Журавли́, AFI: [ʐʊrɐˈvlʲi], en català "grues", és una cançó del compositor Ian Frénkel amb versos de Rassul Gamzàtov, traduïts al rus per Naüm Grébnev. És considerada una de les millors i més populars cançons en rus sobre la guerra, tant a Rússia com a la resta del món."... Les paraules d'aquesta cançó ... tenien un destinatari específic: els milions de caiguts que no van tornar dels camps de batalla de la guerra patriòtica. ... però al mateix temps no veig cap raó per la qual sigui impossible dedicar "Grues" a les víctimes de guerres de tots els temps ", - va escriure més tard Rassul Gamzàtov.
La primera edició de la partitura de la cançó anava precedida d'una dedicatòria: "A Mark Bernés, per a qui aquesta cançó va ser l'última".

## Història de la creació

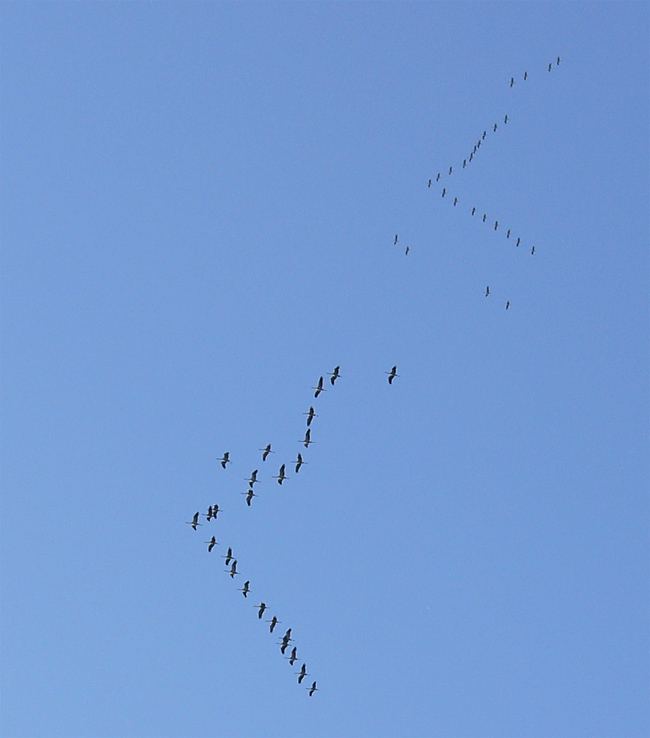
Estol de grues

### El poema "Grues"
El poeta daguestani i membre del Presídium del Soviet Suprem de l'URSS Rassul Gamzàtov, va escriure el poema "Grues" en la seva llengua materna, l'àvar, i el tema de les grues es va inspirar en una visita al Parc Commemoratiu de la Pau d'Hiroshima i en el monument a Sadako Sasaki, una nena japonesa que va contraure leucèmia com a resultat de la contaminació radioactiva de la ciutat.
Sadako Sasaki esperava curar-se si fabricava mil grues de paper amb papiroflèxia. A l'Àsia es creu que el desig d'una persona es complirà si plega mil origami: grues de paper de colors. Les grues també tenen la seva pròpia imatge en la cultura russa, amb la qual Gamzàtov estava molt familiaritzat com a traductor de poesia clàssica russa.
Quan Gamzàtov volava del Japó a l'URSS, va pensar en la seva mare, la notícia de la mort de la qual li havia arribat al Japó. També va recordar el seu germà gran Magomed, que va morir en les batalles prop de Sebastòpol, va recordar un altre germà gran, el desaparegut mariner naval Akhiltxi, va recordar altres persones properes que van morir a la Gran Guerra Patriòtica, el resultat de la qual va ser la victòria sobre l'Alemanya nazi i el seu aliat, el militarista Japó… Les grues de Gamzàtov són grues àvares i russes.
La imatge d'un soldat mort que es va convertir en ocell va ser creada per Rassul Gamzàtov fins i tot abans, en la seva joventut, el 1948 en un poema menys conegut, en el qual les noies reconeixen els seus éssers estimats, cavallers morts, en aus que volen al cel. El 1968 Gamzàtov va desenvolupar aquesta imatge i la va perfeccionar al poema "Grues". Aquesta poderosa imatge és una creació única del poeta, no manllevada ni del folklore mundial ni de les obres literàries d'altres persones.
El poema "Grues" traduït per Naüm Grébnev es va publicar a la revista "Novi mir", núm. 4, del 1968. Començava així:
| « | (rus) Мне кажется порою, что джигиты, С кровавых не пришедшие полей, В могилах братских не были зарыты, А превратились в белых журавлей. | (català) De vegades em sembla que els genets, Que dels sagnants camps no van venir, No van ser enterrats en fraternals tombes, I es van convertir en grues blanques. | » |

Naüm Grébnev era un conegut traductor al rus de poesia oriental, els seus clàssics i el seu folklore. S'han publicat més de 150 llibres amb les seves traduccions o amb la seva participació. Després de la Gran Guerra Patriòtica, juntament amb Gamzàtov, va estudiar a l'Institut de Literatura Maksim Gorki i, des de llavors, va començar la seva amistat i cooperació. Grébnev també va traduir la poesia del pare del poeta, Gamzat Tsadassa. La guerra va trobar Grébnev des del primer moment; en aquell moment servia a la frontera, prop de Brest. En retirar-se juntament amb l'Exèrcit Roig, Grébnev es va veure involucrat en la segona batalla de Khàrkiv, on els alemanys van capturar 130.000 soldats de l'Exèrcit Roig, i fou dels pocs que es va poder escapar; va creuar el Síverski Donets, va lluitar a Stalingrad. Va ser ferit tres vegades i, després de la darrera ferida del 12 de gener de 1944, la guerra va acabar per a ell. Grébnev va titular així els seus records sobre el conflicte: "La guerra va ser l'esdeveniment més greu de la meva biografia". En la traducció del poema "Grues", Grébnev també va aportar la seva pròpia experiència i experiències associades a la guerra.
Ja després de la mort del poeta-traductor el 1988, Gamzàtov va escriure: “El meu amic Naüm Grébnev va traduir excel·lentment “Grues” al rus. No només fou traductor, sinó gairebé coautor. Va resultar estar més a prop seu que tots els altres versos, ja que ell mateix era un guerrer ferit que va perdre els seus éssers estimats i amics a la guerra. Va esdevenir el seu propi dolor. Va dir: "Aquest vers tracta sobre mi i els meus amics". Ara també em dol per ell, i ha trobat un lloc en un estol de grues".

### Creació i enregistrament de la cançó
El poema "Grues", un cop publicat a la revista, podria haver quedat només com una de les meravelloses obres de Rassul Gamzàtov i Naüm Grébnev, si el conegut cantant Mark Bernés, que sempre llegia molts poemes a la recerca d'una base per a una nova cançó, no hi hagués parat atenció. “Els dos darrers anys de la seva vida –recordari la vídua del cantant L.M. Bodrova–, Bernes llegia constantment els poemes de Rassul Gamzàtov i Qaysin Quli, com si estigués buscant alguna cosa. I de fet la va trobar". Mark va treballar-hi sis mesos, va revisar la lletra, va introduir alguns canvis en el text i va demanar a Ian Frénkel que composés la música. Rassul Gamzàtov, que tractava Bernés amb gran respecte i coneixia d'altres poetes, recordaria més tard:
| « | Juntament amb el traductor, vam considerar que els desitjos del cantant eren justos i, en lloc de "genets", vam escriure "soldats". Això, per dir-ho així, ampliava els destinataris de la cançó i li donava un so universal. | » |

Va enregistrar la cançó mentre estava greument malalt. Amb prou feines es podia moure. Tanmateix, el 8 de juliol de 1969, el seu fill el va portar a l'estudi, on l'artista va enregistrar la cançó d'una sola presa. Aquest fou l'últim enregistrament de la seva vida (Mark Bernés moriria un mes després, el 16 d'agost) Com va escriure el biògraf de Ian Frénkel, el compositor I. G. Rabínovitx:
| « | Bernés, després d'escoltar la música, va instar tothom a enregistrar la cançó al més aviat possible. Com va dir Ian, tenia un presentiment de la seva mort i volia posar fi a la seva vida amb aquesta cançó. La gravació va ser increïblement difícil per a Bernés. Però va aguantar-ho tot amb coratge i va escriure "Juravlí". De fet, es va convertir en l'última cançó de la seva vida. | » |

## Text
| Text original | Traducció |
| --- | --- |
| Мне кажется порою, что солдаты С кровавых не пришедшие полей, Не в землю нашу полегли когда-то, А превратились в белых журавлей. Они до сей поры с времен тех дальних Летят и подают нам голоса. Не потому ль так часто и печально Мы замолкаем глядя в небеса? Летит, летит по небу клин усталый, Летит в тумане на исходе дня. И в том строю есть промежуток малый - Быть может это место для меня. Настанет день и журавлиной стаей Я поплыву в такой же сизой мгле. Из-под небес по-птичьи окликая Всех вас, кого оставил на земле. Мне кажется порою, что солдаты С кровавых не пришедшие полей, Не в землю нашу полегли когда-то, А превратились в белых журавлей. | De vegades em sembla que els soldats Que dels sagnants camps no varen tornar, No reposen caiguts a la nostra terra, I es van convertir en grues blanques. I és així, fins a aquests dies, des d'aquells temps passats, encara volen al cel i ploren suaument. No és per això que sovint, de manera trista Restem callats mirant el cel? Un cansat estol encara vola pel cel, Vola en la boira al final del dia. I en aquesta formació hi ha una petita bretxa Potser aquest lloc és per a mi. Arribarà el dia i un estol de grues Nedaré en la mateixa penombra grisa. Des de sota del cel, cridaré com un ocell Tots els que vaig deixar a la terra. De vegades em sembla que els soldats Que dels sagnants camps no varen tornar, No reposen caiguts a la nostra terra, I es van convertir en grues blanques. |

## Llegat
Juravlí es va convertir en un símbol dels soldats caiguts durant la Segona Guerra Mundial. Tant és així que un seguit de memorials de la Segona Guerra Mundial a l'antiga Unió Soviètica presenten la imatge de grues volant i, en diversos casos, fins i tot versos de la cançó, per exemple, el Memorial Nevski "Grues" de Sant Petersburg.
En l'actualitat, Juravlí continua sent una de les cançons de guerra més populars a Rússia.
Des de 1986, cada 22 d'octubre, la república russa del Daguestan, bressol del poeta Rassul Gamzàtov, celebra el "Festival de les grues blanques".
El 1995, cinquanta anys després de la derrota dels nazis, Rússia va llançar un segell en record dels caiguts de la Segona Guerra Mundial. El segell representa grues volant sobre el fons del Memorial de Guerra del Kremlin al soldat desconegut.
El 8 de maig de 2005, al Plummer Park de West Hollywood, al comtat de Los Angeles, Califòrnia, Estats Units, després de vuit anys de peticions d'immigrants de parla russa, les autoritats locals van erigir un monument als soldats soviètics que van morir a la Segona Guerra Mundial, amb una imatge de tres grues blanques i quatre línies del poema Grues en rus i anglès. El memorial es va erigir a iniciativa de l'Associació de Veterans Russos de la Segona Guerra Mundial de Los Angeles, amb l'assistència de l'administració de la ciutat de West Hollywood, i es va sufragar amb fons de donacions voluntàries d'empresaris i particulars.

## Versions i usos en altres mitjans
- El 1977 el famós poeta grec Iannis Ritsos va traduir aquest poema al grec i el va incloure a la seva col·lecció poètica "11 cançons populars russes". La versió grega del poema és cantada per Margarita Zorbala i es titula "Άσπροι Γερανοί" (=en grec "grues blanques").
- El 2000, el cantant d'òpera rus Dmitri Hvorostovski va publicar la seva pròpia versió de la cançó per al 55è aniversari del Dia de la Victòria.
- El 2003 Marc Almond va enregistrar una versió en anglès "The Storks" per al seu àlbum Heart on Snow.
- Aquesta cançó va aparèixer en un famós drama coreà anomenat Sandglass.
- La versió de Mark Bernés va aparèixer en un episodi del 2017 ("Dyatkovo") de la sèrie de televisió The Americans.
- Valeri Leóntiev va interpretar aquesta cançó el 2004.
- Serebró va interpretar aquesta cançó el 2007.
- Després de l'atemptat terrorista del Crocus City Hall, a Moscou, el 22 de març de 2024, s'hi va fer un sentit homenatge a les víctimes amb un audiovisual basat en la coneguda cançó.[14]